# Тиётайкай Рюдзи
Рюдзи Тиётайкай (яп. 千代大海 龍二 Тиётайкай Рю:дзи) — японский профессиональный борец сумо, сорекордсмен (вместе с Кайо Хироюки) по пребыванию в ранге одзэки — 65 турниров. Настоящее имя Рюдзи Судо, до 2009 году именовался Рюдзи Хиросима. Всю борцовскую и тренерскую карьеру состоял в Коконоэ-бэя. Сикону можно перевести как «Океан тысячи поколений» или «Океан вечности». Начало сиконы взято от учителя, Тиёнофудзи, на которого он совсем не был похож стилем. Был лучшим учеником своего учителя. Вышел в отставку в январе 2010 года и, по своей тренерской лицензии, стал именоваться Санояма-ояката. В августе 2016 года возглавил Коконоэ-бэя после смерти Тиёнофудзи и стал именоваться Коконоэ-ояката.

## Краткое описание карьеры
Родился 29 апреля 1976 года в городе Титосэ, Хоккайдо, в семье владельца рыбной лавки. Был «трудным подростком», сейчас же его часто упоминают как пример благотворного влияния спорта вообще и сумо в частности на воспитание человеческих качеств. В юности занимался карате, дзюдо, бейсболом, что позволило выработать исключительную подвижность, необычную для борца других видов спорта с боевым весом за 150 кг.
Удерживал титул одзэки больше 11 лет, с марта 1999 года по ноябрь 2009 года. За это время стоял перед угрозой потери титула (одзэки — кадобан) 14 раз, более чем кто-либо, но каждый раз (кроме последнего) его отстаивал. За карьеру трижды выигрывал Императорский кубок, но уровня ёкодзуна не достиг.
В июле 2006 года на басё в Нагое Тиётайкай запомнился тем, что в поединке против Рохо Юкио вылетел с ковра и упал на зрительские ряды. Рохо было засчитано поражение, а за дебош в раздевалке — ещё и дисквалификация.

## Отставка
На весеннем басё (март 2009 г.) он, принимая во внимание высокий титул, выступил весьма плохо, показав рекордный для одзэки счет побед-поражений 2-13. Как результат, он оказался в положении кадобан, обязывающем защищать титул, в рекордный 13 раз. Был подвергнут суровой критике. Со своей стороны, он оправдывался страстью к сумо, которая не позволила ему сняться, и не лучшим состоянием здоровья — в последние годы карьеры его беспокоили застарелые травмы и диабет. Он стал жестко выдерживать диету и потерял за весну более 10 кг боевого веса. В мае 2009 года ему с большим трудом и без блеска удалось защитить титул, показав результат 8-7. Решающей оказалась победа над Баруто в последний день.
Неоднократно заявлял, что с потерей титула одзэки он завершит карьеру. На ноябрьском басё 2009 года Тиётакаю предстояло отстаивать титул одзэки в 14-й раз. Накануне им и его учителем было объявлено, что, против обещанного ранее, при потере титула в отставку он не уйдёт, а попытается вернуть его на Хацу басё (январь 2010). Двузначный результат в январе, по правилам, сразу восстанавливал бы его обратно из сэкиваке в одзэки, однако шестое поражение на турнире ставило бы на этих планах крест. Поэтому было объявлено, что Тиётайкай, если дела пойдут плохо, будет бороться только до шестого поражения, после чего снимется и уйдёт в отставку. В 10-й день ноябрьского басё Тиётайкай потерпел в поединке с Асасёрю восьмое поражение и, по правилам сумо, потерял звание одзэки. С турнира Тиётайкай снялся, снова пообещав вернуть себе титул. В январском бандзукэ 2010 года он был понижен в сэкиваке. Начало турнира получилось провальным. Он объявил о своей отставке после счета 0-4. После отставки он остался тренером в своей хэя, воспользовавшись заблаговременно приобретенной тренерской лицензией Санояма.

## Стиль борьбы
Предпочитал нечасто встречающуюся технику борьбы — быструю атаку с частыми попеременными толчками в корпус с обеих рук (цуппари), без захватов, с удержанием противника на расстоянии. Эта техника являлась как его сильной стороной, так и слабостью: будучи в хорошей форме, сумев навязать сопернику свой быстрый стиль, он был способен молниеносно вытолкать его с дохё или вывести из равновесия, дёрнув к себе после серии толчков. При другом стечении обстоятельств, при неудачной или недостаточно энергичной атаке, пропустив захват, он часто не мог оказать упорного сопротивления. Впрочем, «классическую» технику с захватом пояса он изредка и с успехом применял по собственной инициативе — в расчёте на неожиданность. Носил неофициальное прозвище «Король цуппари».

## Результаты с дебюта в макуути
| Год в сумо | Январь Хацу басё, Токио         | Март Хару басё, Осака         | Май Нацу басё, Токио          | Июль Нагоя басё, Нагоя | Сентябрь Аки басё, Токио | Ноябрь Кюсю басё, Фукуока     |
| --- | ------------------------------- | ----------------------------- | ----------------------------- | ---------------------- | ------------------------ | ----------------------------- |
| 1997 | x                               | x                             | x                             | x                      | Маэгасира #11 запада 8–7 | Маэгасира #5 востока 6–9      |
| 1998 | Маэгасира #8 востока 9–6        | Маэгасира #1 востока 8–7 Т★   | Комусуби востока 8–7          | Сэкивакэ запада 11–4 Т | Сэкивакэ востока 9–6 Т   | Сэкивакэ востока 10–5         |
| 1999 | Сэкивакэ востока 13–2–P ДВ      | Одзэки запада 3–8–4           | Пропустил из-за травмы 0–0–15 | Одзэки запада 10–5     | Одзэки востока 10–5      | Одзэки востока 9–6            |
| 2000 | Одзэки запада 9–6               | Одзэки запада 8–7             | Одзэки востока 11–4           | Одзэки востока 11–4    | Одзэки востока 10–5      | Одзэки запада 9–6             |
| 2001 | Одзэки запада 2–2–11            | Пропустил из-за травмы 0–0–15 | Одзэки востока 12–3           | Одзэки востока 11–4    | Одзэки запада 4–5–6      | Пропустил из-за травмы 0–0–15 |
| 2002 | Одзэки востока 13–2–P           | Одзэки запада 7–8             | Одзэки запада 11–4            | Одзэки запада 14–1     | Одзэки востока 10–5      | Одзэки запада 6–3–6           |
| 2003 | Пропустил из-за травмы 0–0–15   | Одзэки востока 12–3           | Одзэки востока 10–5           | Одзэки запада 11–4     | Одзэки запада 11–4       | Одзэки востока 10–5           |
| 2004 | Одзэки запада 10–5              | Одзэки востока 13–2           | Одзэки востока 9–6            | Одзэки запада 10–5     | Одзэки запада 8–7        | Одзэки запада 7–8             |
| 2005 | Одзэки запада 8–7               | Одзэки востока 6–9            | Одзэки запада 10–5            | Одзэки востока 3–6–6   | Одзэки запада 10–5       | Одзэки запада 11–4            |
| 2006 | Одзэки востока 4–4–7            | Одзэки востока 9–6            | Одзэки востока 10–5           | Одзэки запада 9–6      | Одзэки запада 10–5       | Одзэки востока 9–6            |
| 2007 | Одзэки запада 10–5              | Одзэки востока 7–8            | Одзэки запада 10–5            | Одзэки запада 9–6      | Одзэки востока 9–6       | Одзэки запада 11–4            |
| 2008 | Одзэки востока 0–8–7            | Одзэки запада 8–7             | Одзэки востока 5–10           | Одзэки запада 9–6      | Одзэки запада 9–6        | Одзэки востока 8–7            |
| 2009 | Одзэки запада 8–7               | Одзэки запада 2–13            | Одзэки востока 8–7            | Одзэки востока 8–7     | Одзэки востока 2–9–4     | Одзэки востока 2–9–4          |
| 2010 | Сэкивакэ запада Отставка 0–4–11 | x                             | x                             | x                      | x                        | x                             |
| Результат приведен как победил-проиграл-снялся Победа Малый кубок Отставка Не выступал в макуути Специальные призы: Д=За боевой дух (Канто-сё); В=За выдающееся выступление (Сюкун-сё); Т=За техническое совершество (Гино-сё) Ещё показаны: ★=Кимбоси; P=Участие в дополнительном финале Лиги: Макуути — Дзюрё — Макусита — Сандаммэ — Дзёнидан — Дзёнокути Ранги макуути: Ёкодзуна — Одзэки — Сэкивакэ — Комусуби — Маэгасира |                                 |                               |                               |                        |                          |                               |